# Hanseongdae-ipgu (metropolitana di Seul)
Hanseongdae-ipgu (한성대입구역 - 漢城大入口驛, Hanseongdae-ipgu-yeok) è una stazione della metropolitana di Seul servita dalla linea 4 della metropolitana di Seul. Si trova nel quartiere di Seongbuk-gu, a nord del centro della città sudcoreana e serve il vicino campus dell'Università Hansung. In inglese la stazione è indicata come Hansung University Station.

## Linee
Seoul Metro
● Linea 4 (Codice: 419)

## Struttura
La stazione è costituita da un marciapiede a isola con due binari passanti protetti da porte di banchina a piena altezza. Verso il lato nord è presente un tronchino di manovra per l'inversione di marcia per i treni con destinazione o partenza in questa stazione.
| Direzione Danggogae | ● Linea 4 | per Changdong, Nowon e Danggogae                       |
| Direzione centro    | ● Linea 4 | per Chungmuro, Seul, Sadang, Geumjeong, Jungang e Oido |

## Stazioni adiacenti
| «                             | Servizio | »       |
| Linea 4                       | Linea 4  | Linea 4 |
| ----------------------------- | -------- | ------- |
| Università femminile Sungshin | -        | Hyehwa  |